# Peter Hansen (roer)
 Der er flere personer med dette navn, se Peter Hansen.
Peter Hansen (18. november 1921 - ukendt dødsdato) var en dansk roer fra Aarhus.
Hansen deltog ved OL 1952 i Helsinki, hvor han sammen med Niels Kristensen, Ove Nielsen, Bent Blach Petersen og styrmand Ejvind Christensen udgjorde den danske firer med styrmand. Danskerne sluttede på tredjepladsen i det indledende heat, hvor man blev besejret af de senere bronzevindere fra USA samt Storbritannien. Herefter vandt danskerne et opsamlingsheat, inden de slutteligt kom ind på sidstepladsen i sit semifinaleheat mod Storbritannien og Norge, hvilket betød at man var ude af konkurrencen.
Hansen vandt desuden en EM-guldmedalje i firer med styrmand ved EM 1950 i Milano og en bronzemedalje i samme disciplin ved EM 1949 i Amsterdam.